# Fernand Brun
Pour les articles homonymes, voir Brun.
Fernand Brun, né le 2 octobre 1867 à Riom-ès-Montagnes (Cantal) et mort le 12 octobre 1936 à Riom-ès-Montagnes,  est un homme politique français.

## Biographie
Après des études de droit, il devient attaché au ministère de l'Instruction publique, puis à la préfecture de la Seine. Il devient ensuite avocat au barreau de Paris. Maire de Riom-ès-Montagnes, il est conseiller général du canton de Riom-ès-Montagnes de 1901 à 1919. Il est député du Cantal de 1898 à 1919, inscrit au groupe Radical-socialiste, puis de 1928 à 1932.  

## Décorations
- Chevalier de la Légion d'honneur (21 février 1925)
- Chevalier de l'ordre du Mérite agricole (1920)